# Mesoleptogaster gracilipes
Mesoleptogaster gracilipes là một loài ruồi trong họ Asilidae. Mesoleptogaster gracilipes được Hsia miêu tả năm 1949. Loài này phân bố ở miền Ấn Độ - Mã Lai.